# Plamen Oreșarski
Plamen Oreșarski (bulgară Пламен Василев Орешарски; n. 21 februarie 1960) este un politician bulgar care a fost premier al Bulgariei între 2013 și 2014. Oreșarski a fost ministru al finanțelor în perioada 2005-2009 în guvernul Coaliției Triple cu prim-ministrul Serghei Stanișev. 

## Viața personală
Oresharski este căsătorit cu cardiologul Elka Georgieva și are un singur fiu, Desislav. Pasiunile lui Oresharski includ colecții de alpinism și insigne de la diferite evenimente publice.

## Carieră politică
În timpul guvernului condus de prim-ministrul  Ivan Kostov (1997), Oresharski îndeplinea funcția de vice-ministru al finanțelor, poziție în care s-a menținut până la alegerile din 2001, când a decis să fie lector la Institutul Superior de Finanțe și Economie. În 2003 candidatura sa a fost înaintată la funția de primar al Sofiei de partidul politic Uniunea Forțelor Democratice.  În 2004 a fost membru al grupului responsabil de elaborarea rapoartelor economice pentru președintele Gheorghi Părvanov.